# پامچال ژاپنی
پریمولا ژاپنی (نام علمی: Primula japonica) نام یک گونه از سرده پامچال است.